# Tswagare/Lothoje/Lokalana
Tswagare/Lothoje/Lokalana is een dorp in het district Southern in Botswana. De plaats telt 197 inwoners (2011).